# Çetin Inanç
Çetin Inanç je turecký režisér, producent a scenárista. V Turecku je přezdíván tryskový režisér, protože většina jeho filmů byla natočena během deseti dnů. Známý je jeho nízkorozpočtový snímek Dünyayı Kurtaran Adam (1982) označovaný jako „turecké Star Wars“.

## Životopis
Inanç se narodil roku 1941 v Ankaře. Nejdříve se snažil stát právníkem, poté ale tuto oblast opustil a stal se asistentem známého tureckého režiséra Atıfa Yılmaza. V roce 1967 vydal svůj první film Çelik Bilek založený na italské komiksové postavě. Následně se především zaměřil na vytváření erotických a pornografických filmů, po vojenském puči v Turecku byl ale od pokračování zrazován kvůli cenzuře vedené proti filmům po dospělé. Přešel tedy k akčním filmům, mezi něž patří i jeho nejznámější dílo Dünyayı Kurtaran Adam, nízkorozpočtová vesmírná sága, označovaná jako turecké Hvězdné války. Na tomto filmu, jako na mnoha dalších, spolupracoval s velkou tureckou hvězdou Cüneytem Arkınem.
V novém miléniu Çetin İnanç pokračoval v natáčení, spíše ale televizních programů než filmů. Jeho posledním počinem je seriál Karaoğlan z roku 2002.